# Réning
Réning là một xã trong vùng Grand Est, thuộc tỉnh Moselle, quận Château-Salins, tổng Albestroff. Tọa độ địa lý của xã là 48° 57' vĩ độ bắc, 06° 51' kinh độ đông. Xã có diện tích 3,95 km², dân số vào thời điểm 1999 là 130 người; mật độ dân số là 32 người/km². Réning nằm về phía bắc của Albestroff.

## Thông tin nhân khẩu
| 1962 | 1968 | 1975 | 1982 | 1990 | 1999 |
| ---- | ---- | ---- | ---- | ---- | ---- |
| 149  | 150  | 148  | 148  | 141  | 130  |